# آري فان دن براند
آري فـان دن براند هو سياسي هولندي، ولد في 22 فبراير 1951. نشط حزبياً في حزب اليسار الأخضر. وقد انتخب عضو مجلس نواب هولندا ‏.